# Kinder Township
Die Kinder Township ist eine von 10 Townships im Cape Girardeau County im Südosten des US-amerikanischen Bundesstaates Missouri. Das U.S. Census Bureau hat bei der Volkszählung 2020 eine Einwohnerzahl von 1175 ermittelt.

## Geografie
Die Kinder Township liegt rund 30 km westlich des Mississippi, der die Grenze zu Illinois bildet. Die Mündung des Ohio bei Cairo an der Schnittstelle der Bundesstaaten Missouri, Illinois und Kentucky befindet sich rund 90 km südöstlich.
Die Kinder Township liegt auf 37°21′23″ nördlicher Breite und 89°48′50″ westlicher Länge und erstreckt sich über 83,23 km², die sich auf 83,14 km² Land- und 0,09 km² Wasserfläche verteilen. 
Die Kinder Township wird in Nord-Süd-Richtung vom Whitewater River durchflossen, der bei Whitewater in der südöstlich benachbarten Hubble Township in den Headwater Diversion Channel mündet.
Die Kinder Township grenzt innerhalb des Cape Girardeau County im Norden an die Whitewater Township, im Osten an die Byrd Township, im Südosten an die Hubble Township und im Süden an die Liberty Township. Im Westen grenzt die Township an das Bollinger County.

## Verkehr
Durch die Township verläuft in West-Ost-Richtung die Missouri State Route 34. Daneben gibt es noch eine Reihe weiterer untergeordneter Straßen, die zum Teil unbefestigt sind.
Der nächstgelegene Flughafen ist der rund 35 km südöstlich der Township gelegene Cape Girardeau Regional Airport.

## Bevölkerung
Bei der Volkszählung im Jahr 2010 hatte die Township 1158 Einwohner. Die Bevölkerung der Township lebt neben verstreut über die Township verteilten Gebäuden in der gemeindefreien Siedlung Burfordville.

## Bollinger Mill

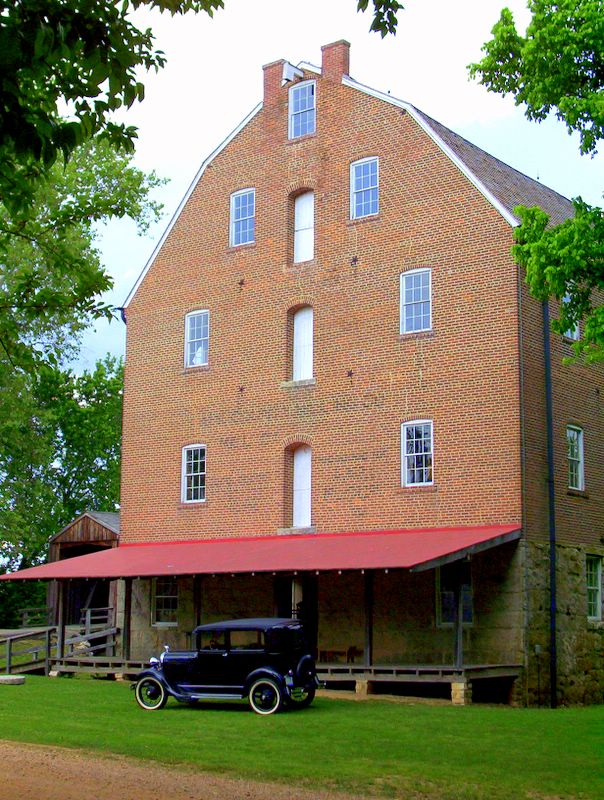
Die Bollinger Mill in Burfordville, seit 1971 im NRHP gelistet

In Burfordville befindet sich an der Brücke über den Whitewater River die Bollinger Mill, die neben dem Eintrag in das National Register of Historic Places auch als State Park geführt wird. 

Gleichfalls im NRHP gelistet ist die Burfordville Covered Bridge über den Whitewater River.